# Vallière (Creuse)
Vallière ist eine Gemeinde im Zentralmassiv in Frankreich. Sie gehört zur Region Nouvelle-Aquitaine, zum Département Creuse, zum Arrondissement Aubusson und zum Felletin. 

## Lage
Der Ort liegt am Fluss Banize, im Westen verläuft der Taurion, im Osten die Beauze.
Vallière grenzt im Nordwesten an Banize, im Norden an Saint-Michel-de-Veisse, im Osten an Saint-Marc-à-Frongier, im Südosten an Saint-Quentin-la-Chabanne und La Nouaille, im Süden an Saint-Yrieix-la-Montagne und im Westen an Le Monteil-au-Vicomte.

## Bevölkerungsentwicklung
| Jahr      | 1962 | 1968 | 1975 | 1982 | 1990 | 1999 | 2008 | 2013 |
| --------- | ---- | ---- | ---- | ---- | ---- | ---- | ---- | ---- |
| Einwohner | 1126 | 994  | 940  | 885  | 814  | 774  | 755  | 770  |

## Sehenswürdigkeiten

Kirche Saint-Martin de Tours

- Kirche Saint-Martin de Tours